# Сюртук

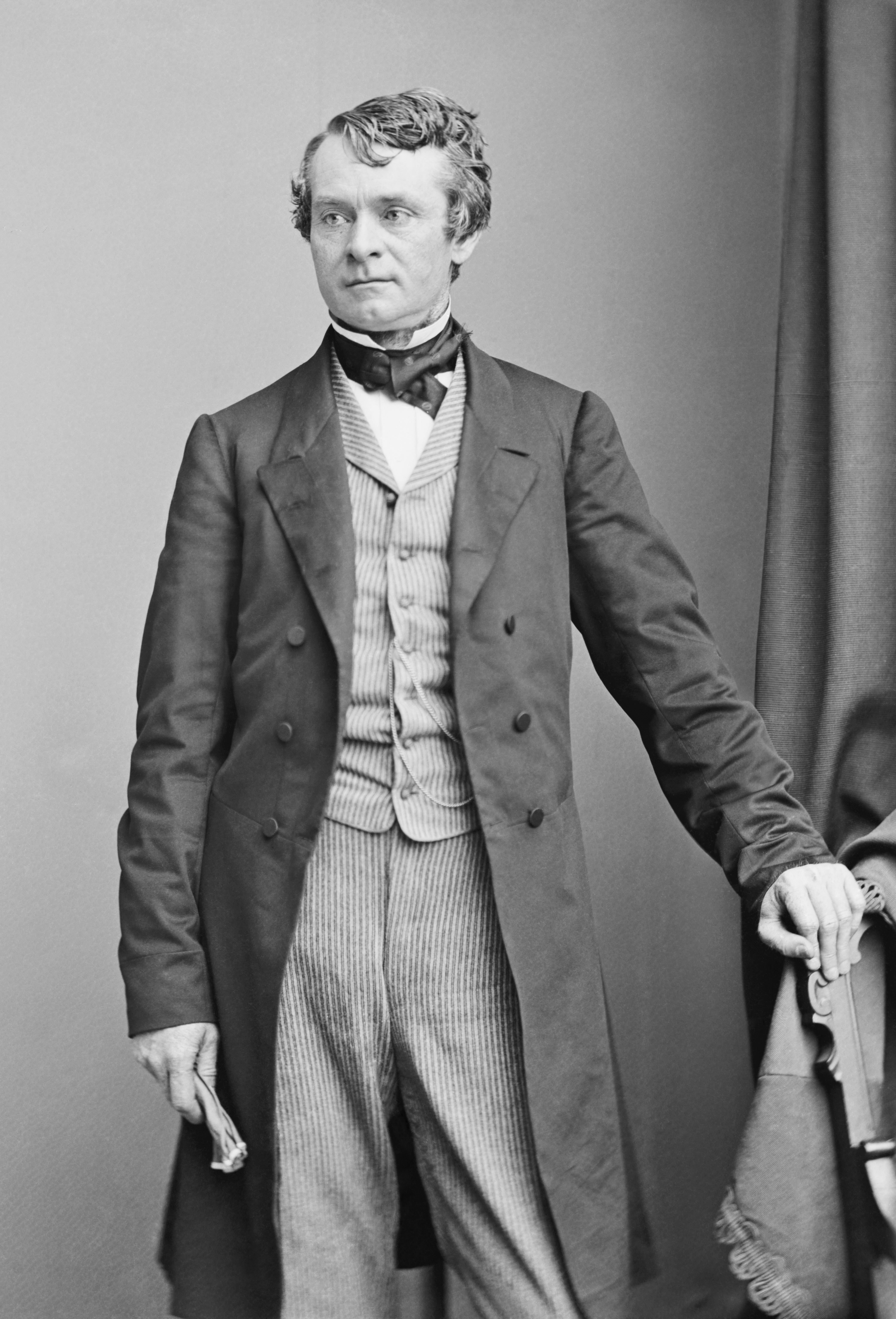
Ендрю Грегг Кертін у сюртуку. Середина XIX ст.

Сюрту́к (від фр. surtout), заст. сурду́т (від пол. surdut < surtout) — чоловічий верхній двобортний одяг з довгими полами, відкладним коміром і широкими лацканами. Являє собою коротке, зазвичай приталене, двобортне пальто.
Різновидом сюртука є рединго́т (фр. redingote < англ. riding-coat) — чоловічий або жіночий одяг з довгими полами. З'явився в Англії у 1720-х роках як костюм для верхової їзди. Спочатку мало чим відрізнявся від звичайного сюртука, надалі став довшим. У Росії XIX ст. був звичайним міським одягом.
Інший різновид сюртука — лапсерда́к (їд. לאַבסערדאַק, Labserdak). Він також відрізнявся довгими полами. Його носили галицькі і польські євреї.

## Історія
Сюртук з'явився у XVIII ст., на території сучасної України (Російська й Австрійська імперії) — у XIX столітті. Назва походить від фр. surtout — «поверх всього». У самій французькій мові він відомий як paletot («коротке пальто») чи redingote, в англійській — frock coat. На відміну від фрака, який був вихідним, офіційним вбранням, сюртук був повсякденним одягом вищої і середньої верств населення. Він також слугував уніформою для чиновників цивільних відомств, а у деяких країнах був і елементом військової форми.
Ґудзики доходили лише до талії. Ще два ґудзики нашивалися на талії позаду (на місці хлястика).
Протягом XIX ст. сюртук змінював свою довжину, а також положення талії. Також постійно змінювалася форма рукавів — з буфами і без буфів, завужені або з розтрубами.
На початку XX ст. сюртук витіснений візиткою і піджаком. Зараз сюртук носять як елемент парадного костюма, чи просто шанувальники класичного стилю.